# G.L.O.S.S.
G.L.O.S.S. –acrónimo para Girls Living Outside Society’s Shit– fue una banda de hardcore punk estadounidense transfeminista, formada en Olympia, en el estado de Washington en el año 2014.  

## Historia
En 2011, Bison y Smith formaron una banda punk llamada Peeple Watchin'. No mucho después de formar la banda, los dos se mudaron de Boston, Massachusetts a Olympia, en el estado de Washington. Smith citó razones personales para la mudanza: replantear su vida y enfocarse en la sobriedad y su vida emocional. Bison expresó su deseo de formar una nueva banda con Smith, pero debido a su deseo de enfocarse en su vida personal, no se comprometió con una nueva banda. La cautela disminuyó para Smith después de que ella y Jake conocieron a los otros miembros de la banda y a las personas en la escena de Olympia, que también compartían intereses similares y una pasión por el hardcore punk.

### Rechazo de Epitaph Records y ruptura
En 2016, G.L.O.S.S. se le ofreció un contrato discográfico por el conocido sello punk rock Epitaph Records. Smith expresó en su cuenta de Instagram que la banda consideró aceptar el acuerdo de $ 50,000 porque les ofrecería la oportunidad de donar un porcentaje del dinero a causas sociales y económicas que la banda apoya, como Black Lives Matter, ayudando a las personas sin hogar, a personas discapacitadas queers, etc. Sin embargo, debido al acuerdo de afiliación y distribución de Epitaph con Warner Bros., la banda decidió rechazar la oferta porque no querían contribuir financieramente a una gran corporación multinacional. Hasta ahora, la banda había lanzado sus discos y casetes en el sello de su guitarrista, Total Negativity, y sintieron que era mejor mantener las cosas de esa manera.
Poco después de anunciar que no firmarían un acuerdo con Epitaph Records, la banda dio una declaración a la popular revista punk y hardcore Maximumrocknroll, indicando que habían decidido poner fin a la banda. La razón de la ruptura giraba en torno al estrés mental y físico que implica estar en una banda de gira, y el costo que esto ha tenido en sus vidas hogareñas, participación comunitaria y crecimiento personal. Sintieron que la gran cantidad de visibilidad y atención que la banda había ganado, les dificultaba mantenerse "honestos e internos". La declaración también explicó que el zumbido alrededor de la banda y el efecto polarizador que tenía sobre las personas comenzaba a eclipsar a la banda misma, y que esta no era una posición saludable para la banda y sus miembros. Todos los miembros de G.L.O.S.S. siguen siendo amigos y la ruptura fue una decisión mutua entre todos los miembros. La banda donó todo el dinero que ganaron en Bandcamp después de la ruptura, a un refugio para personas sin hogar en Olympia, Washington, llamado Interfaiths Works Emergency Overnight Shelter.

## Controversias

### Ataque de Whirr
El 19 de octubre de 2015, una serie de comentarios despectivos transfóbicos hacia la banda, G.L.O.S.S, fueron publicados en la cuenta oficial de Twitter del grupo Whirr, en los cuales se podían leer cosas como: "[G.L.O.S.S.] son solo un puñado de chicos corriendo en círculos en ropa interior haciendo música basura", entre otros de la misma índole. Estos twits les trajeron repercusiones; las disqueras Graveface, con quienes lanzaron el álbum Sway y Run for Cover Records, con quienes lanzaron sus primeros EPs, cortaron relaciones con la banda. Bassett admitió que el primer twit hacia G.L.O.S.S. si lo había publicado el (en el cual se leía: "Lol @ G.L.O.S.S."), en respuesta a un rumor escuchado de que dicha banda únicamente admitía que cierto tipo de gente asistiera a sus presentaciones y comprar su mercancía. Según Bassett, el resto de los twits fueron publicados por un amigo de la banda y sus declaraciones no reflejaba la forma de pensar de Whirr. Whirr publicó una disculpa pública desde su cuenta de Twitter la mañana siguiente, argumentando que habían cortado todo tipo de relación con la persona responsable de los comentarios ofensivos. La presencia Whirr en las redes sociales respecto a sus fanes ha sido difícil desde entonces.

## Características

### Letras
La cantante, Sandie Smith, decía que muchas de las bandas en ese momento estaban formadas por hombres blancos heterosexuales y cisgénero de los suburbios. Manifestó que el contenido lírico de la mayoría de estas bandas durante este tiempo, no reflejaba realmente los problemas u opiniones de las personas al margen de la escena punk hardcore y la sociedad en general, como las personas de color, las mujeres, personas transgénero, personas discapacitadas o cualquier persona que se identifique como una persona queer o no binaria. Smith expresó que estaba cansada de sentirse incómoda y que debía quedarse en la parte de atrás de la sala en los shows hardcore dominados por hombres blancos en gran medida a los que asistía.
En una entrevista con la revista Rolling Stone, Bison dice que la banda era "intencionalmente antagónica" y no estaba interesada en adaptarse o ser "tolerada" por la sociedad o cualquier escena. Su intención es crear un nuevo espacio para ellos y los grupos por los que abogan. Smith explica también que las letras del grupo, estaban en contra de la cultura popular, la sociedad, el pacifismo y la escena punk hardcore. Las letras de G.L.O.S.S. de su EP, Trans Day of Revenge van desde la brutalidad policial y la corrupción hasta ser una persona trans orgullosa que vive en la sociedad actual.

### Shows en vivo
Las presentaciones en vivo de la banda durante su corta carrera reflejaron la energía, la violencia controlada y la participación de la audiencia que comúnmente se asocia con la música punk y hardcore.

## Integrantes
- Sadie "Switchblade" Smith – voces
- Jake Bison – guitarras
- Tannrr Hainsworth – guitarras
- Julaya Antolin – bajo
- Corey Evans – batería

## Discografía
- Demo (2015)
- Trans Day Of Revenge (2016)